# Kikaku
Kikaku Takarai (jap. 宝井其角 Takarai Kikaku; znany też jako: Enomoto Kikaku, ur. 1661, zm. 1707) – japoński poeta, uczeń Matsuo Bashō, twórca własnej szkoły haikai. Tworzył także pod pseudonimami Hōshinsai, Shinshi oraz Yōsen.
Był synem lekarza. Uczniem Bashō został jako nastolatek. Studiował doktrynę konfucjańską, poezję i malarstwo chińskie, a także medycynę. Stworzył wiele haiku, z których kilka na język polski przetłumaczył Czesław Miłosz. Zredagował dwie antologie poezji szkoły Bashō, wydane w latach 1683 i 1691. Jest uważany za jednego z dwóch – obok Bashō – najwybitniejszych poetów swoich czasów. Kikaku tworzył w bardziej swobodnym, odważniejszym stylu od swego mistrza.